# Jack & Jill
Jack & Jill (tên gốc tiếng Anh: Jack and Jill) là một bộ phim hài do Hoa Kỳ sản xuất, được phát hành rộng rãi vào năm 2011. Bộ phim có sự góp mặt của nam danh hài Adam Sandler trong vai trò diễn viên chính và sản xuất, trong khi Dennis Dugan một lần nữa được cộng tác cùng Adam khi đảm nhận làm đạo diễn cho bộ phim này. Bộ phim sau đó được phát hành chính thức vào ngày 11 tháng 11 năm 2011 bởi hãng phim Columbia Pictures.
Bộ phim là một thành công lớn về mặt doanh thu khi đã đạt tổng doanh thu trên toàn cầu lên gần 150 triệu đô-la Mỹ, nhưng là một thất bại lớn về mặt chuyên môn khi bị chỉ trích nặng nề bởi hầu hết các nhà phê bình điện ảnh.

## Nội dung phim
Bộ phim mở đầu bằng những đoạn video tự quay ở nhà của một cặp song sinh tên là Jack và Jill khi chúng đang lớn lên. Càng về sau video, Jack thể hiện mình tài năng nhỉnh hơn bé còn lại, khiến Jill liên tục cố gắng giành được sự chú ý bằng việc đấm cậu và đánh những bé gái khác. Trở về hiện tại, khi Jack đã lớn và là một nhà hoạt động trong lĩnh vực quảng cáo thành công tại Los Angeles cùng với một người vợ xinh đẹp, Erin và hai đứa con, Sofie và Gary. Jill vẫn chưa một lần rời khỏi nơi mà cô sinh ra và vẫn tiếp tục sống với mẹ cô cho đến khi bà qua đời khoảng một năm trước khi những sự kiện của bộ phim này diễn ra.
Jack cảm thấy cực kỳ xấu hổ về sự hiện diện của cô em gái song sinh "đồng nhất" của mình trong dịp lễ Tạ ơn, khi anh đang trên đường đến đón cô lúc 4 giờ chiều. Tính kiên nhẫn của Jack sau đó không thể giữ được lâu, khi Jill phá hỏng bữa tối lễ Tạ ơn bằng việc nói chuyện lớn tiếng, gọi một trong những người khách là kẻ vô gia cư và sau đó bỏ chạy vào rừng cùng con thú cưng là một chú vẹt mào. Jill có một danh sách những điều mà cô muốn làm như tham gia một chương trình gameshow, cưỡi ngựa và tham quan một xưởng phim. Cô bỏ ngỏ tấm vé máy bay của mình và quyết định ở lại cho đến khi hết mùa lễ hội Ánh sáng.
Trong lúc đó, một nhà đại diện khách hàng của Jack yêu cầu nam diễn viên Al Pacino phải xuất hiện trong quảng cáo của Dunkin' Donuts. Jack không chắc rằng mình sẽ thực hiện điều đó ra sao. Jill sau đó thử tìm đến dịch vụ mai mối trên mạng, nhưng không có nhiều phản hồi, cho đến khi Jack đóng giả làm Jill và đăng nhiều tấm ảnh quyến rũ lên đó và thay đổi hồ sơ của cô, khiến tài khoản của cô nhận hơn 100 lời phản hồi. Bạn hẹn của cô, "Funbucket" sau khi gặp cô đã tìm cách lẩn trốn cô trong nhà vệ sinh của một nhà hàng.
Cảm thấy tội lỗi, Jack dắt Jill đến trận đấu bóng rổ của đội Lakers, nơi mà Al Pacino cũng ở đó. Ban đầu Pacino để ý đến Jack, nhưng sau đó lại có tình cảm với Jill. Gã cho cô số điện thoại khi ghi chúng bằng mù tạt và sốt cà trên một cái bánh hot dog. Jack hi vọng rằng Jill sẽ rời khỏi nhà anh vào đêm Giao thừa, khi gia đình của Jack có dự định đi nghỉ mát. Các bạn của Jack sau đó tổ chức cho anh một bữa tiệc sinh nhật bất ngờ và sau đó chúc mừng luôn cho cả Jill khi họ vẫn chưa biết Jack có một người em gái. Pacino ngỏ ý mời Jill đến nhà của gã, nhưng cô từ chối và giận dỗi bỏ đi. Ngày hôm sau, nhân viên làm vườn người Mexico của Jack, Felipe, dắt Jill về chung vui sum họp cùng gia đình của anh. Vì không muốn cô phải cô độc trong đêm Giao thừa, Jack mời cô đi nghỉ mát cùng gia đình anh và cô vui vẻ nhận lời.
Pacino đưa ra thỏa thuận, nếu muốn gã đóng quảng cáo thì Jack phải mai mối Jill cho gã. Jack phải tự cải trang thành Jill và đến cuộc hẹn cùng Pacino. Jill sau đó nghi ngờ lý do duy nhất mà Jack mời cô đi dã ngoại chung là vì muốn dùng cô để thuyết phục Pacino đóng quảng cáo cho anh. Jack nhận ra Pacino yêu em gái mình nhiều đến thế nào và chạy về con tàu dã ngoại của họ, nhưng khi đến đó thì Jill đã bỏ về nhà ở The Bronx. Tại nhà hàng trong đêm Giao thừa, cùng với tấm ảnh của người mẹ đã khuất của cả hai, Jill gặp phải một nhóm bạn cũ đang trêu chọc cô, do Monica khơi mào. Họ bắt nạt cô cho đến khi Jack và gia đình của anh xuất hiện. Jack và Jill sau đó làm lành bằng ngôn ngữ song sinh riêng của họ. Pacino cũng đến bữa tiệc đó, với bộ dạng như trong Man of La Mancha để chứng tỏ tình cảm của mình cho Jill. Nhưng sau đó cô từ chối gã và đi về nhà, nơi Felipe đã tỏ tình với cô. Cô vô cùng sung sướng và ôm chầm lấy anh.
Mục quảng cáo trên truyền hình sau đó cũng được thực hiện, khi Pacino diễn và hát khi đang quảng cáo cho loại cà phê mới - "Dunkaccino" - cùng với một bài nhạc rap. Nhưng khi Jack mở lại cho gã xem, Pacino ghét nó và bảo anh hãy hủy tất cả bản sao của đoạn phim đó và dọa giết chết những ai xem nó.

## Dàn diễn viên
- Adam Sandler trong vai Jack Sadelstein/Jill Sadelstein[5]
- Katie Holmes trong vai Erin Sadelstein
- Al Pacino trong vai Chính mình
- Eugenio Derbez trong vai Felipe / bà của Felipe
- Tim Meadows trong vai Ted
- Nick Swardson trong vai Todd
- Allen Covert trong vai Otto
- Elodie Tougne trong vai Sofie Sadelstein
- Rohan Chand trong vai Gary Sadelstein
- Geoff Pierson trong vai Carter Simmons
- Valerie Mahaffey trong vai Bitsy Simmons
- Gad Elmaleh trong vai Xavier
- Gary Valentine trong vai Dallas
- Kristin Davis trong vai Delilah

Những sự xuất hiện khác
- Dana Carvey trong vai Crazy puppeteer[6]
- David Spade trong vai Monica
- Dennis Dugan trong vai Henry, đóng thay Pacino
- Norm Macdonald trong vai Funbucket
- John Farley trong vai Mort
- Christie Brinkley trong vai Chính mình
- Drew Carey trong vai Chính mình
- Jared Fogle trong vai Chính mình
- Michael Irvin trong vai Chính mình
- Billy Blanks trong vai Chính mình
- Bruce Jenner trong vai Chính mình
- John McEnroe trong vai Khách dự tiệc
- Shaquille O'Neal trong vai Chính mình
- Santiago Segura trong vai Eduardo
- Lamar Odom trong vai Chính mình
- Vince Offer trong vai Chính mình
- Dan Patrick trong vai Khách dự tiệc
- Regis Philbin trong vai Chính mình
- Bill Romanowski trong vai Khách dự tiệc
- Johnny Depp trong vai Chính mình
- Kevin Nealon trong vai Bác sĩ (cảnh phim đã bị cắt)
- Jackie Sandler trong vai Nữ y tá (cảnh phim đã bị cắt)

## Phản hồi

### Đánh giá chuyên môn
Jack and Jill nhận được những lời chỉ trích nặng nề từ giới chuyên môn điện ảnh, thậm chí còn có vài ý kiến cho rằng đây là một trong số những bộ phim tệ nhất mọi thời đại. Tạp chí Salon khẳng định rằng "Jack and Jill phải hứng chịu nhiều lời đánh giá tồi nhất mà một bộ phim có thể nhận được từ trước tới nay" ngay từ khi nó được phát hành. Trang mạng tổng hợp các đánh giá của các nhà phê bình Rotten Tomatoes cho kết quả chỉ vỏn vẹn 3% là tích cực dựa trên 100 bài đánh giá, với số điểm trung bình là 2.6/10. Lời đánh giá chung của trang mạng này có viết: "Mặc cho bộ phim có sự góp mặt một cách không giải nghĩa được của nam tài tử Al Pacino, Jack and Jill vẫn không thể nhận được bất cứ lời tiến cử nào dù có nằm trên bất kỳ cấp độ nào đi chăng nữa." Trang Metacritic cho kết quả gồm 23% tích cực trên 26 bản đánh giá, đồng nghĩa với mức đánh giá tiêu cực.
Mary Pols từ Tạp chí Time xếp bộ phim này tại ngôi đầu bảng trong danh sách "10 bộ phim tệ nhất năm 2011". The A.V. Club cũng đưa bộ phim này lên vị trí quán quân trong danh sách "Những bộ phim tồi nhất năm 2011" (cùng với một bộ phim khác cũng do Adam Sandler tham gia mang tên Just Go with It). TV Guide cũng liệt bộ phim này vào danh sách "Phim tồi nhất năm 2011". Andrew Barker từ Variety cho rằng bộ phim này "là một mớ đần độn, với hướng đi cẩu thả và dựa trên một tiền đề không hề có một chút hài hước nào để thực hiện là những vấn đề dễ nhìn thấy nhất của nó." Chương trình đánh giá trên mạng mang tên Half in the Bag chỉ trích bộ phim này vì việc sử dụng lại những trò đùa cũ từ những bộ phim trước của Sandler, việc lồng ghép quảng cáo sản phẩm vào phim không ngớt và sự lười biếng trong cả chất lượng của kịch bản phim và gọi nó là "thứ tệ hại nhất trên trái đất". Bộ phim này nhận tổng cộng 12 đề cử trong tổng số 10 hạng mục tại Giải Mâm xôi vàng lần thứ 32 (với 2 hạng mục đã được đề cử đến 2 lần) và giành hết tất cả 10 giải trong đêm công bố diễn ra trùng với ngày lễ Cá tháng Tư vào năm 2012. Với chiến thắng tuyệt đối này, bộ phim thiết lập một kỷ lục mới và đánh bật bộ phim Battlefield Earth khỏi danh hiệu Bộ phim nhận được nhiều giải nhất, với thành tích 9 giải đã nhận vào năm 2000.
Cho dù phim bị phê bình một cách rộng rãi bởi nhiều nhà chuyên môn, nó vẫn nhận được vài đánh giá khả quan. Dù vậy, đây vẫn là những đánh giá thiểu số và gây nhiều bất ngờ khi so sánh với những lời đánh giá còn lại. Armond White từ CityArts/New York Press gây nên một làn sóng tranh cãi lớn khi tuyên dương Jack and Jill và khẳng định rằng "những bộ phim của Adam Sandler không phải thuộc loại 'hài hước một cách đần độn'; có lẽ vì vậy mà chúng không phải thuộc sở thích của cánh chuyên môn." Mick LaSalle từ San Francisco Chronicle khẳng định khi vừa cảm thấy chính bản thân nhân vật Jill rất phiền phức, vừa cho rằng "...mọi thứ khác trong bộ phim hài này đều đạt thành công. Trường hợp trung tâm... sở hữu sức mạnh mang tính hài hước.... (bộ phim đã có) những khoảnh khắc thành công và thỏa mãn của một bộ phim hài." Tom Russo từ Boston Globe cho bộ phim này 2.5/5 sao.

### Các giải thưởng và đề cử
Tại lễ trao giải Mâm xôi vàng lần thứ 32, Jack and Jill được đề cử cho tất cả hạng mục, trong đó có hai lần đề cử cho hạng mục Nam diễn viên chính tồi nhất và Nữ diễn viên chính tồi nhất và nhận được hết tất cả 10 hạng mục được đề cử.
| Giải thưởng                     | Hạng mục                          | Nội dung đề cử                                                  | Kết quả   |
| ------------------------------- | --------------------------------- | --------------------------------------------------------------- | --------- |
| Nickelodeon Kids' Choice Awards | Nam diễn viên được yêu thích nhất | Adam Sandler                                                    | Đoạt giải |
| Giải Mâm xôi vàng               | Diễn viên nam chính tồi nhất      | Adam Sandler                                                    | Đoạt giải |
| Giải Mâm xôi vàng               | Diễn viên nữ chính tồi nhất       | Adam Sandler                                                    | Đoạt giải |
| Giải Mâm xôi vàng               | Nam diễn viên phụ tồi nhất        | Nick Swardson                                                   | Đề cử     |
| Giải Mâm xôi vàng               | Nam diễn viên phụ tồi nhất        | Al Pacino                                                       | Đoạt giải |
| Giải Mâm xôi vàng               | Nữ diễn viên phụ tồi nhất         | David Spade (khi đang giả làm phụ nữ)                           | Đoạt giải |
| Giải Mâm xôi vàng               | Nữ diễn viên phụ tồi nhất         | Katie Holmes                                                    | Đề cử     |
| Giải Mâm xôi vàng               | Phim dở nhất                      | Adam Sandler, Jack Giarraputo, và Todd Garner                   | Đoạt giải |
| Giải Mâm xôi vàng               | Đạo diễn tồi nhất                 | Dennis Dugan                                                    | Đoạt giải |
| Giải Mâm xôi vàng               | Kịch bản tồi nhất                 | Adam Sandler, Ben Zook, và Steve Koren                          | Đoạt giải |
| Giải Mâm xôi vàng               | Cặp vai diễn tồi nhất             | Adam Sandler và chính Al Pacino, Katie Holmes hoặc Adam Sandler | Đoạt giải |
| Giải Mâm xôi vàng               | Dàn làm phim tồi nhất             | Dàn làm phim tồi nhất                                           | Đoạt giải |
| Giải Mâm xôi vàng               | Phim làm lại dở nhất              | Dựa trên bộ phim Glen or Glenda                                 | Đoạt giải |

### Doanh thu phòng vé
Bộ phim này được công chiếu tại 3.438 rạp phim và đạt ngôi Á quân với 25.003.575 đô-la Mỹ, chỉ đứng sau Immortals với 32.206.425 đô-la Mỹ. Bộ phim ngừng trình chiếu vào ngày 26 tháng 2 năm 2012 với tổng doanh thu tại Hoa Kỳ và Canada là 74.158.157 đô-la. Phim đạt tổng doanh thu trên toàn cầu là 149.673.788 đô-la Mỹ, trước tổng kinh phí chỉ 79 triệu đô-la.

### Giải trí tại gia
Sony Pictures Home Entertainment phát hành Jack and Jill trên DVD và Blu-ray vào ngày 6 tháng 3 năm 2012.